# Ciência física

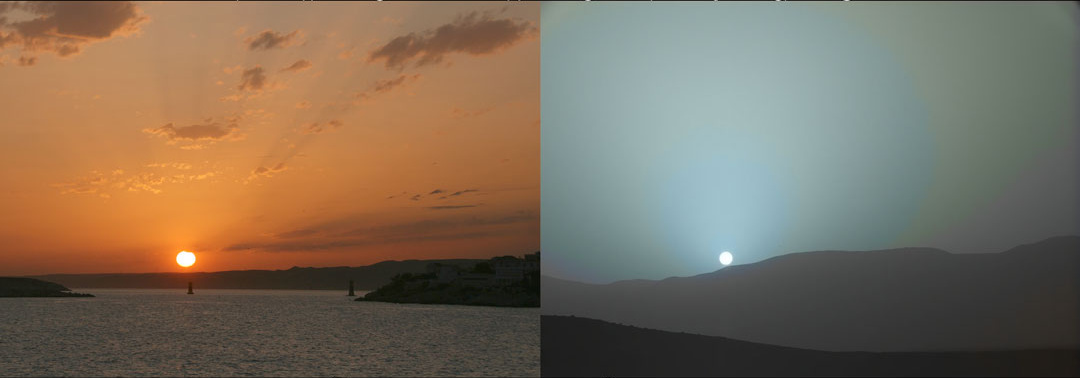
Comparação entre um pôr do sol na Terra em Marselha, França e um pôr do sol em Marte capturado pelo rover Curiosity na cratera Gale. As ciências físicas estudam determinados aspectos presente nesta imagem.

Ciência física é um termo abrangente para os ramos das ciências naturais e ciências que estudam sistemas não vivos, em contraste às ciências biológicas. Entre esses ramos, podemos citar a Física, a Química, a Astronomia e a Geologia.
No entanto, o termo "físico" cria uma distinção inesperada, um tanto arbitrária, uma vez que muitos ramos da ciência física também estudam a química de 
fenômenos biológicos.